# Colesteril estere

Molecola di colesterolo esterificata con acido palmitico.

Un colesteril estere, o estere del colesterolo, è una molecola di natura lipidica che deriva dalla reazione di condensazione tra il colesterolo ed un acido grasso che vede la formazione di un legame estereo tra il gruppo carbossile dell'acido grasso ed il gruppo ossidrilico in posizione C3 del colesterolo. L'estere del colesterolo è una molecola lipofila e quindi molto poco solubile in soluzioni polari, è trasportato nel sangue per mezzo delle lipoproteine. Alti livelli di esteri del colesterolo nel sangue sono legati al rischio di formazione di placche aterosclerotiche.

## Sintesi

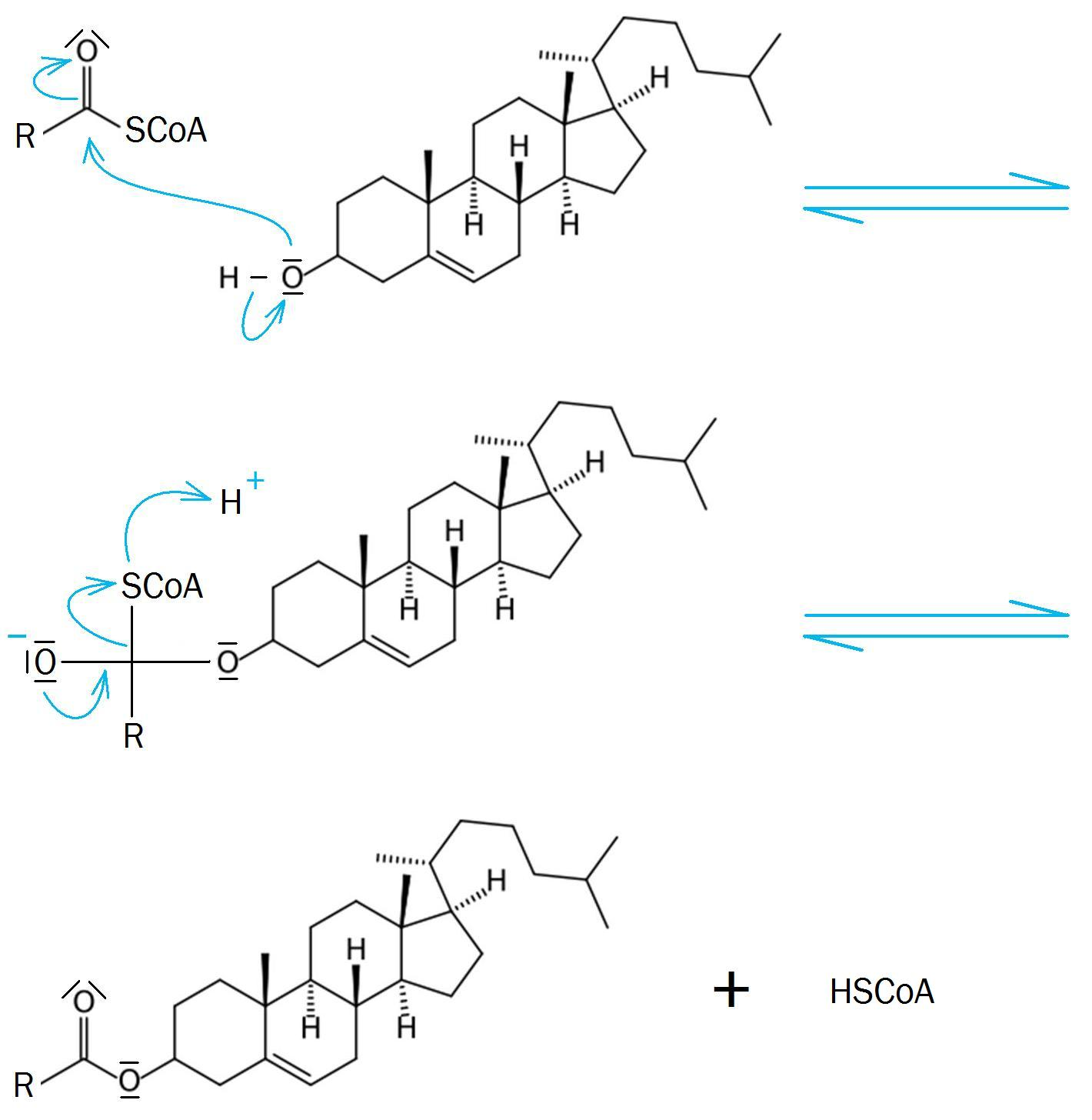
Schema della reazione catalizzata dall'enzima sterolo O-aciltransferasi.

A livello epatico il colesteril-estere si ottiene dalla reazione tra Acil-CoA e colesterolo che dà come prodotti l'estere e una molecola residua di Coenzima A. La reazione è reversibile ed è catalizzata da un enzima della classe delle transferasi che prende il nome di sterolo O-aciltransferasi o acilCoA colesterolo aciltransferasi (ACAT).

Nel sangue la reazione per ottenere colesterolo esterificato è a carico di un enzima sempre appartenente alla classe delle transferasi che prende il nome di Fosfatidilcolina-sterolo O-aciltransferasi o lecitina colesterolo aciltransferasi (LCAT). L'enzima è attivato dall'apolipoproteina apoA1 presente sulle lipoproteine HDL ("colesterolo buono") che sono responsabili del trasporto del colesterolo e dei suoi esteri nel sangue; anche in questo caso la reazione è reversibile.